# Rosemarie Whyte
Rosemarie Whyte, jamajška atletinja, * 9. avgust 1986, Bunkers Hill, Jamajka.
Nastopila je na olimpijskih igrah v letih 2008 in 2012 ter obakrat osvojila bronasto medaljo v štafeti 4×400 m, v teku na 400 m pa sedmo in peto mesto. Na svetovnih prvenstvih je v štafeti 4x400 m osvojila srebrni medalji v letih 2009 in 2011.